# Eritreas fotbollsförbund
Eritreas fotbollsförbund, officiellt Eritrean National Football Federation, är ett specialidrottsförbund som organiserar fotbollen i Eritrea.
Förbundet grundades 1996 och gick med i Caf 1998. De anslöt sig till Fifa år 1998. Eritreas fotbollsförbund har sitt huvudkontor i staden Asmara.